# 神田村 (広島県)
神田村（かんだむら）は、広島県世羅郡にあった村。現在の三原市の一部にあたる。

## 地理
- 河川：徳良川[3]

## 歴史
- 1889年（明治22年）4月1日、町村制の施行により、世羅郡萩原村、萩原福田村、蔵宗村、篠村、上徳良村、下徳良村が合併して村制施行し、神田村が発足[1][2]。萩原、福田、蔵宗、篠村、上徳良、下徳良の6大字を編成[2]。
- 1955年（昭和30年）3月31日、豊田郡椹梨村、大草村、豊田村（一部）と合併し、町制施行し豊田郡大和町を新設して廃止された[1][2]。

## 産業
- 農業